# Flugzeugkollision von Biberach
Die Flugzeugkollision von Biberach ereignete sich am 27. Juni 1983 in der Luft über Biberach an der Riß, als ein Kampfflugzeug vom Typ Mirage IIIC der Französischen Luftstreitkräfte mit einem Passagierflugzeug vom Typ Partenavia P.68 zusammenstieß. Der Pilot der Mirage IIIC sowie vier Personen am Boden starben, als das Flugzeug in drei Wohnhäuser stürzte. Die Partenavia P.68 stürzte ebenfalls ab, wobei beide Piloten getötet wurden.

## Flugverlauf
Die Mirage IIIC war im Tiefflug unter VFR-Sichtflugbedingungen auf dem Weg von Straßburg nach Memmingen, als sie um kurz vor 12 Uhr im Landeanflug mit einem kleinen Passagierflugzeug vom Typ Partenavia P.68 auf dem Weg von Stuttgart nach Biberach zusammenstieß. Die Mirage stürzte in ein Wohngebiet, wo vier Personen am Boden getötet wurden. Der Pilot der Mirage IIIC starb beim Zusammenstoß mit der Partenavia P.68 über Warthausen-Birkenhard. Weitere sieben Personen am Boden wurden schwer verletzt. Beim Absturz der Mirage IIIC brannten einige Wohnhäuser durch den brennenden Flugzeugkraftstoff ab, die Druckwelle zerstörte einige Fenster in Biberach.
Die Partenavia stürzte in ein Waldstück mit jungen Tannen. Die beiden Besatzungsmitglieder starben beim Absturz.

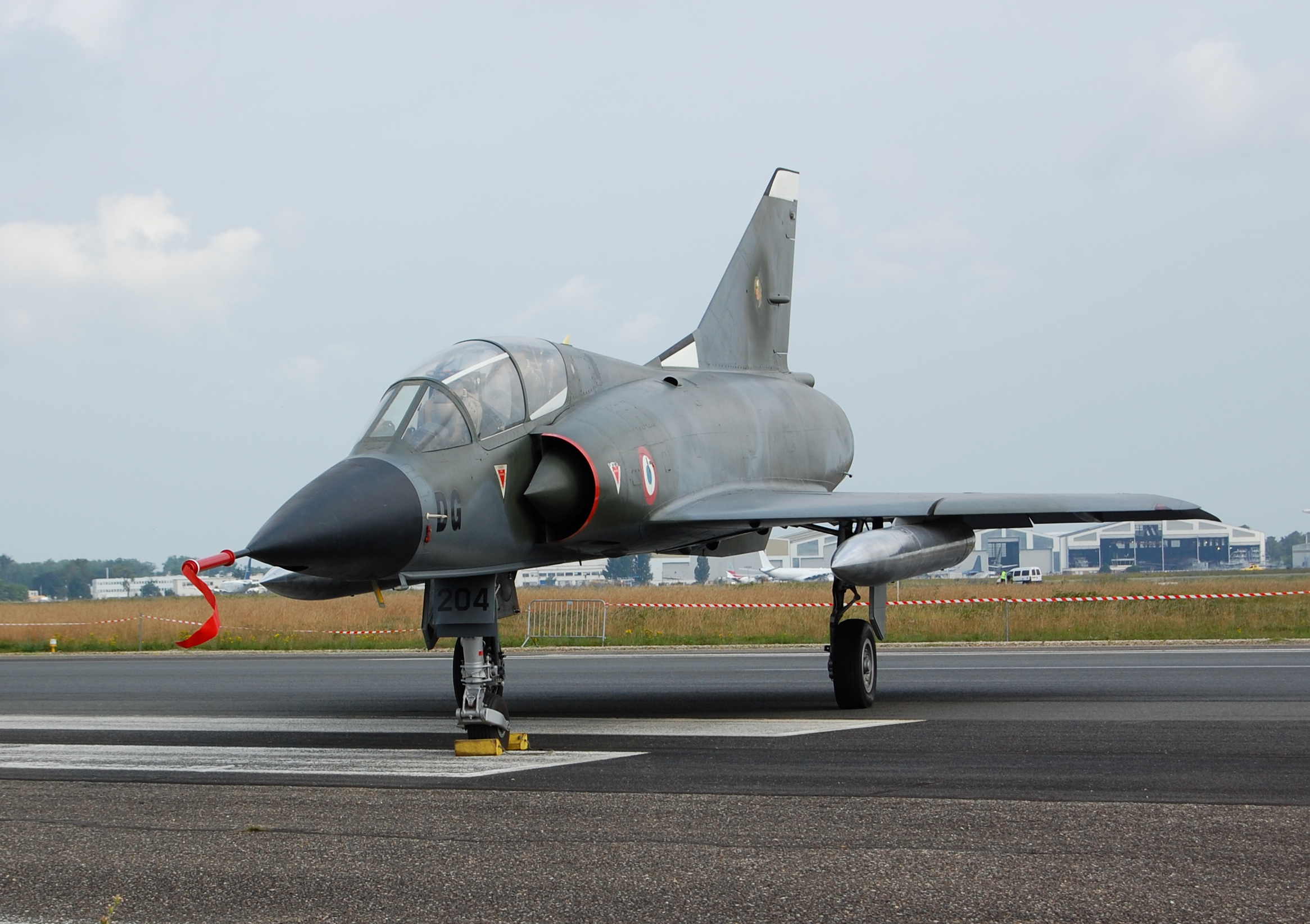
Eine Mirage IIIC

## Ursache
Der Pilot der Mirage war durch eine manuelle Änderung der Funkfrequenz abgelenkt und achtete dabei nicht auf seine Umgebung, sondern auf die Einstellung der richtigen Frequenz am Funkgerät. Beim Zusammenstoß mit der Partenavia wurde der Pilot der Mirage getötet und die Maschine flog führerlos weiter, bis sie abstürzte. Die Partenavia stürzte sofort nach der Kollision auf den Boden und zerbrach.